# Добро пожаловать в Вэйн
Добро пожаловать в Вэйн (англ. Welcome to the Wayne) — американский-канадско мультсериал, созданный Билли Лопезом. Был впервые показан на сайте Nick.com 14 ноября 2014 года. В апреле 2015 года было подтверждено, что формат мультсериала станет полнометражным и выйдет в 2017 году. Премьера первой серии состоялась 24 июля 2017 года на телеканале «Nickelodeon». Последняя серия вышла 31 мая 2019 года.

## Сюжет
Мультсериал рассказывает о приключениях Олли Тимберса и Энси Молины, двух десятилетних ребят, исследующих странное, безумное здание, в котором они живут — Вэйн. Справятся ли они со всеми его тайнами? Смотри, как двое друзей преодолевают разные испытания и ускользают из лап Шпионки из квартиры 8-I, и знакомься с бесконечным и непредсказуемым миром Вэйна, населённым уникальными в с своём роде жильцами.

## Персонажи

### Главные герои
- Олли Тимберс — весёлый оптимист, и глуповат. Главный герой, лучший друг Энси и старший брат Саралайн. Сын Олимпии и Харви. Член команды Тимберс. С детства живёт в Вэйне.
- Энси Молина — второй главный герой, лучший друг Олли и друг Саралайн. Сын Альберта Молины. Раньше был замкнутым и не мог общаться с другими детьми. Недавно приехал в Вэйн, где он и знакомиться с Олли и Саралайн. Помогает Тимберсам и является членом их команды.
- Саралайн Тимберс — умная и озорная девушка, третья главная героиня, младшая сестра Олли и подруга Энси. Гораздо умнее брата. Дочь Олимпии и Харви.
- Лиф Добродный III — самолюбивый персонаж, который любит своё место. Он достаточно выше, чем Олли и Энси. Живёт в Вэйне, как и главные герои.
- Вендел Васермен — охотник на вампиров, носит очки. Помогал Энси выходить из ситуации. Брат Стейси и сын Барбары и Лео Васермен.
- Андрей — вампир, который является добрым и весёлым, не хочет причинять боль тому, кто ему дорог. Единственный, кто знает имя шпионки Елены. Любит знакомиться с новыми людьми.

### Второстепенные персонажи
- Швейцар Джордж — швейцар, который работает в отеле Уэйн, очень воспитанный. Хорошо ладит с Энси, Саралайн и Олли, является их знакомым в Вэйне. Провёл Андрею экскурсию по Вэйну.
- Шпионка из комнаты 8-и (Елена Бишоп) — вторичная антагонистка мультсериала. Не любит команду Тимберс. Мечтает захватить Вэйн, чтобы контролировать всем миром, но ей каждый раз мешают команда Тимберс. Имеет мужа Иона.
- Мастерсон и Гаваец — антагонисты мультсериала, помощники Елены Бишоп. Как и Елена, не любят команду Тимберс. Помогают Елене захватить Вэйн, но им мешают команда Тимберс.
- Иона Бишоп — муж Елены, который работает учёным, повторяющийся персонаж сериала. Строг по отношению к команде Тимберс.
- Доктор Молина — психиатр, отец Энси, который переехал с сыном в Вэйн, где Энси и познакомился с Олли и Саралайн.

## Эпизоды

### Веб-серии (2014)
| № | Название             | Дата выхода (США) | Зрители США (миллионы) |
| - | -------------------- | ----------------- | ---------------------- |
| 1 | Chapter 1 (Эпизод 1) | 14 ноября 2014    | N/A                    |
| 2 | Chapter 2 (Эпизод 2) | 21 ноября 2014    | N/A                    |
| 3 | Chapter 3 (Эпизод 3) | 28 ноября 2014    | N/A                    |
| 4 | Chapter 4 (Эпизод 4) | 12 декабря 2014   | N/A                    |
| 5 | Chapter 5 (Эпизод 5) | 19 декабря 2014   | N/A                    |
| 6 | Chapter 6 (Эпизод 6) | 26 декабря 2014   | N/A                    |

## Актёры озвучивания
- Билли Лопез — Олли Тимберс
- Аланна Юбак — Энси Молина
- Дана Стинголд — Саралайн Тимберс
- Ной Галвин — Лиф Добродный III
- Билл Лобли (в веб-сериале), Робби Саблетт — Гаваец
- Марк Томпсон — Мастерсон
- Вероника Тейлор — Шпионка
- Кори Джексон (в веб-сериале), Кэри Менс — Иона Бишоп
- Билл Лобли (в веб-сериале), Дейв Уиллис — швейцар Джордж